# Plusiodonta agens
Plusiodonta agens är en fjärilsart som beskrevs av Felder 1874. Plusiodonta agens ingår i släktet Plusiodonta och familjen nattflyn. Inga underarter finns listade i Catalogue of Life.